# Sprinkles Cupcakes

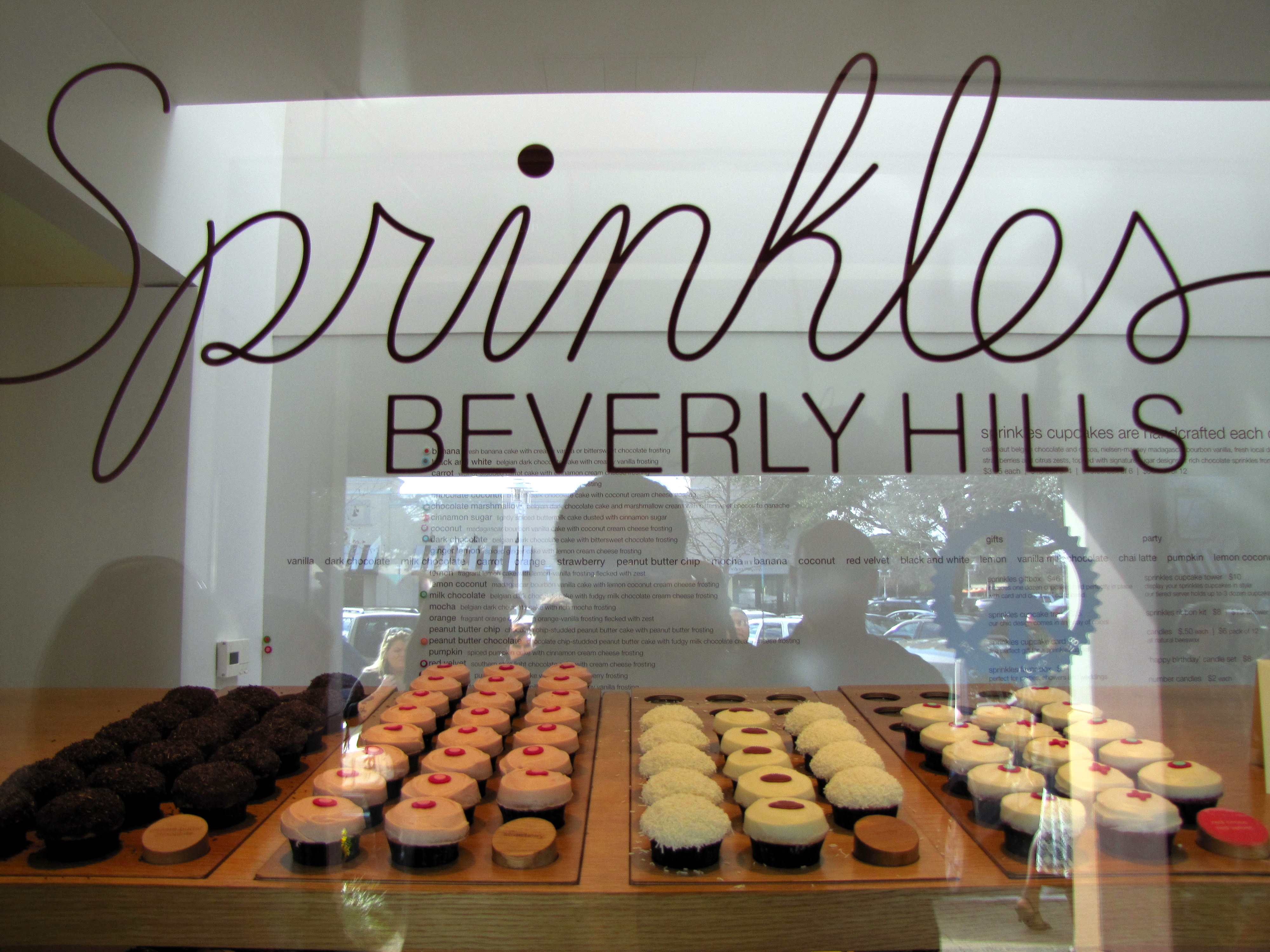
Filiale von Sprinkles Cupcakes in Beverly Hills

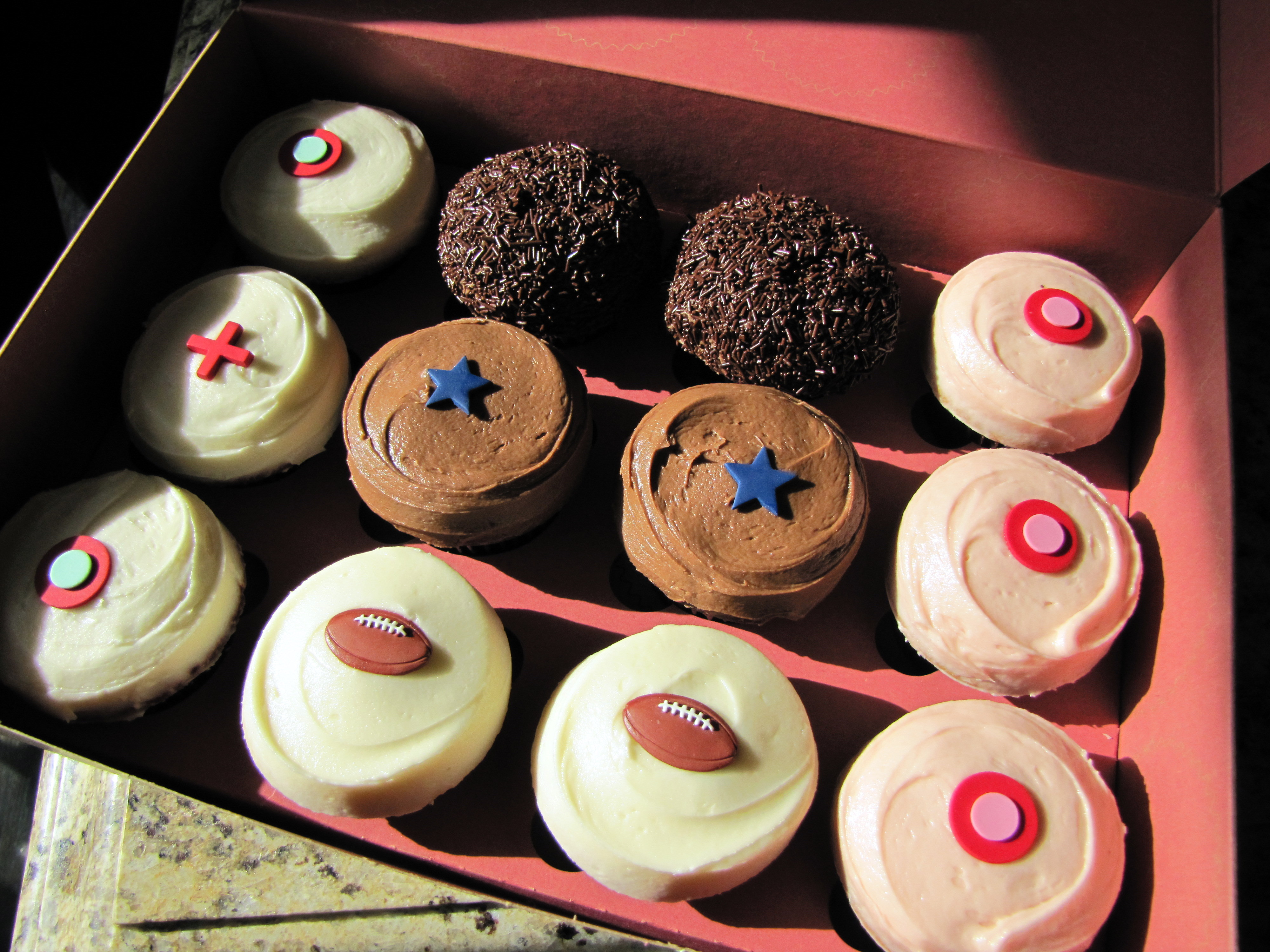
Cupcakes der Bäckerei Sprinkles Cupcakes. Einige der Cupcakes weisen ein für die Bäckerei typisches Merkmal auf: Ein kleiner Fondantpunkt in der Mitte eines größeren und andersfarbigen Fondantpunktes

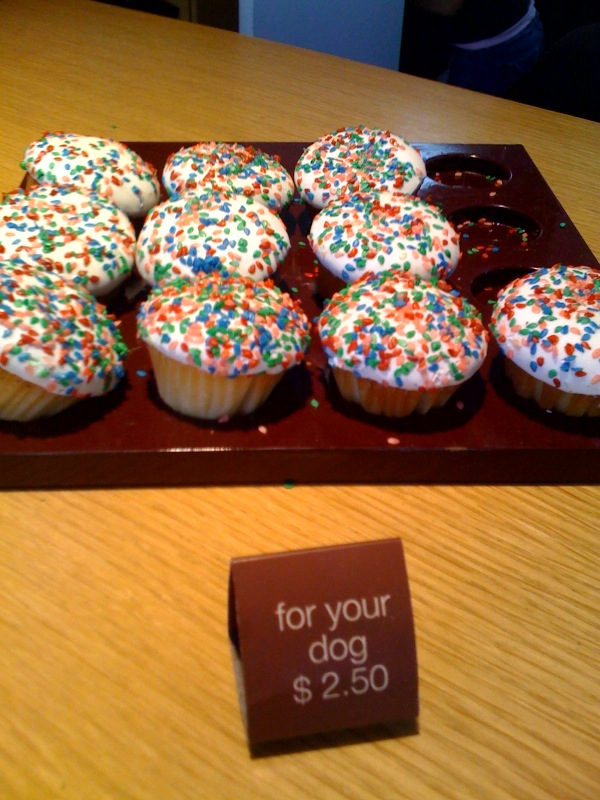
Cupcakes für den Hund; ein Angebot von Sprinkles Cupcakes

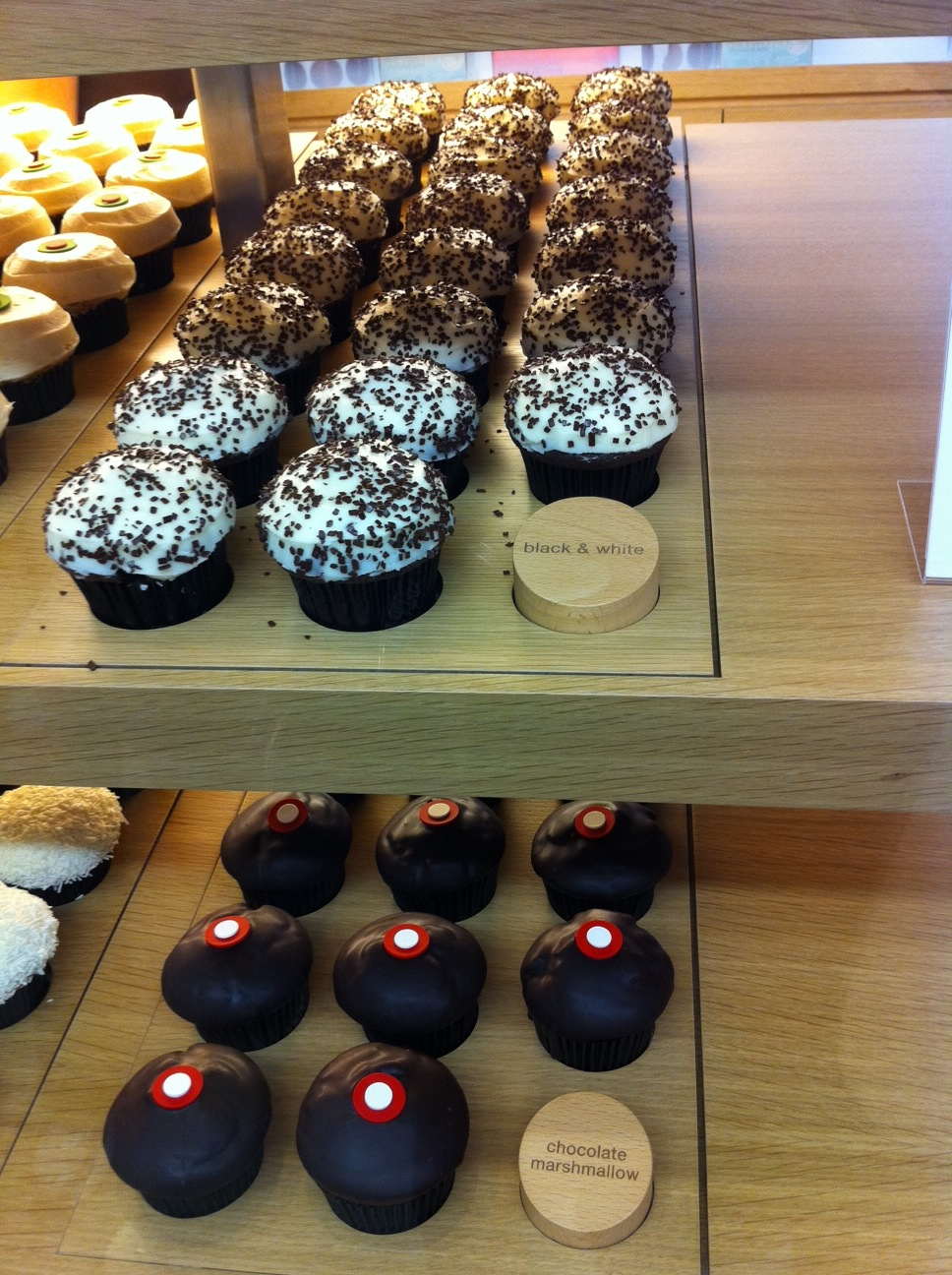
Auslage mit Sprinkles Cupcakes

Sprinkles Cupcakes ist eine ursprünglich in Beverly Hills, Kalifornien gegründete US-amerikanische Bäckerei. Sie gilt als die erste, die sich ausschließlich auf die Herstellung von Cupcakes spezialisiert hat. Die Bäckereikette ist in den Vereinigten Staaten bekannt, weil die Gründerin Candace Nelson unter anderem Jurorin der Sendung Cupcake Wars ist. Zu den Kunden der Bäckerei gehören außerdem zahlreiche Prominente aus Film und Fernsehen, die sich zum Teil öffentlich zu ihrer Vorliebe für Produkte dieser Bäckerei geäußert haben.

## Unternehmensgeschichte
2002 besuchten Candace Nelson und ihr Ehemann Charles Nelson, beide zu der Zeit Bankkaufleute in Kalifornien, New York und probierten dort unter anderem die Cupcakes der Magnolia Bakery. Die Magnolia Bakery galt damals bereits als ein Ursprungsort des Cupcake-Trends, der seit Ende der 1990er Jahre in New York zu beobachten war. Die Magnolia Bakery und die dort hergestellten Cupcakes tauchten am 9. Juli 2000 erstmals kurz in der Episode Hindernislauf (No Ifs, Ands, or Butts) der Serie Sex and the City auf. Darin gibt es eine Szene der beiden Schauspielerinnen Sarah Jessica Parker und Cynthia Nixon, die sie auf einer Bank vor der Magnolia Bakery zeigt, wobei Parker einen Cupcake verzehrt. Die Szene ist nur 20 Sekunden lang, gilt aber als ursächlich dafür, dass sich die Vorliebe für Cupcakes zu einem US-weiten Trend entwickelte und letztlich auch die Magnolia Bakery einem breiten Publikum bekannt machte. Für Candace Nelson war der Besuch der Anlass, sich selbst auf die Herstellung von Cupcakes zu spezialisieren. Nelson hatte einen Backkurs besucht und danach zunächst versucht, sich auf Torten für spezielle Anlässe zu spezialisieren.

„Ich nahm Aufträge für Torten zu besonderen Anlässe entgegen, aber ich erkannte sehr schnell, dass diese eben für besondere und nicht regelmäßige Anlässe bestellt werden. Ich wollte daher ein handwerklich gutes Dessert kreieren, das Leute täglich essen können … das hat mich dazu verleitet, den eigentlich einfachen Cupcake neu zu erfinden.“

Die Nelsons ließen sich einen minimalistischen Laden entwerfen. Das Design des Logos und der Verpackungen stammte von einem früheren Angestellten von Martha Stewart unter Mitwirkung der Grafikdesigner Kevin Hagen und David Irvin.  Am 13. April 2005 eröffneten die Nelsons Sprinkles erste Filiale in Beverly Hills und waren nach drei Stunden bereits ausverkauft. Nelsons legen sehr viel Wert darauf, ausschließlich mit hochwertigen Rohstoffen zu arbeiten. Der Erfolg der Bäckerei ist auch darauf zurückzuführen, dass Nelson sehr früh Kunden unter Prominenten aus Film und Fernsehen fand. Zu den bekannten Kunden zählen Oprah Winfrey, Barbra Streisand, Tyra Banks, Katie Holmes, Paris Hilton, Blake Lively, Ryan Seacrest und Tom Cruise. Der Kontakt zu Oprah Winfrey kam über Barbra Streisand zu Stande, die zu den ersten Kunden von Sprinkles Cupcakes gehörte. Sie schickte Winfrey eine Box der Cupcakes dieser Bäckerei zu. Dies führte zu einer Einladung in die Sendung Breakfast with Oprah, wo die Moderatorin gerne von ihr als gut befundene Delikatessen vorstellt. Der Auftritt in der Sendung führte dazu, dass die Verkaufszahlen der Beverly-Hills-Filiale um 50 Prozent zunahmen. Die Bäckerei verkaufte zu dem Zeitpunkt 1500 Cupcakes täglich. Sprinkles Cupcakes wurden auch in anderen US-weit ausgestrahlten Sendungen vorgestellt, darunter in The Today Show und Nightline und in der Sendung The Girls Next Door.
Sprinkles Cupcakes ist auch dafür bekannt, ihre Markenrechte gegenüber anderen Cupcake-Bäckereien mit Entschiedenheit durchzusetzen. Die Firma führte mehrere Prozesse, um andere Bäckereien daran zu hindern, den Begriff Sprinkles im Namen zu führen, den Rosaton zu nutzen, in denen die Läden und Verpackungen des Unternehmens gehalten sind oder ähnlich wie Sprinkles mit zwei verschiedengroßen Fondantpunkten zu dekorieren.

## Filialen und Vertriebskonzepte
Sprinkles Cupcakes hat in den USA mittlerweile 17 Filialen. Neben Beverly Hills finden sich Filialen in Chicago, Dallas, Georgetown, Los Angeles, Houston, La Jolla, New York, Palo Alto, Scottsdale, Arizona, Las Vegas, Atlanta und Newport Beach. Zeitweilig planten die Eigentümer, 15 weitere Filialen zu eröffnen und Niederlassungen auch in London und Tokyo zu gründen.
Die Nelsons nutzen innovative Vertriebskonzepte. So nutzen sie an mehreren Orten Automaten, die gegen Geld oder Kreditkarte Cupcakes ausgeben, und nannten diese Automaten in Anlehnung an die US-amerikanische Bezeichnung für Geldautomaten Cupcake ATM. Mit einem speziell ausgebauten Lieferwagen können sie ihre Automaten bedarfsgerecht mit Cupcakes beschicken. Auch dieses Fahrzeug wurde publizitätswirksam Sprinklesmobile benannt. Seit 2007 vertreiben sie außerdem Backmischungen in den USA und Kanada.